# Cantone di Marolles-les-Braults
Il Cantone di Marolles-les-Braults era una divisione amministrativa dell'arrondissement di Mamers.
È stato soppresso a seguito della riforma complessiva dei cantoni del 2014, che è entrata in vigore con le elezioni dipartimentali del 2015.
Comprendeva i comuni di:
- Avesnes-en-Saosnois
- Congé-sur-Orne
- Courgains
- Dangeul
- Dissé-sous-Ballon
- Lucé-sous-Ballon
- Marolles-les-Braults
- Meurcé
- Mézières-sur-Ponthouin
- Moncé-en-Saosnois
- Monhoudou
- Nauvay
- Nouans
- Peray
- René
- Saint-Aignan
- Thoigné